# František Josef Libštejnský z Kolovrat
František Josef Libštejnský z Kolovrat (německy Franz Joseph von Kolowrat-Liebsteinsky, 4. dubna 1718 – 4. dubna 1758) byl český šlechtic z rodu libštejnských Kolovratů.

## Život
Narodil se jako jediný syn hraběte Františka Karla II. Libštejnského z Kolovrat (1684–1753) a jeho manželky Marie Johany kněžny ze Schwarzenbergu (1692–1744), dcery maršála Ferdinanda Viléma ze Schwarzenbergu. 
František Josef vstoupil do státních služeb a byl jmenován členem komise, jež měla za úkol regulovat nařízení Marie Terezie na organizaci krajských úřadů. Později ho císařovna ustanovila předsedou c.k. cenzurní komise a ředitelem královských měst v Čechách. Po vypuknutí sedmileté války se stal válečným nejvyšším zemským komisařem. 
Při návštěvě polní nemocnice se nakazil smrtelnou chorobou, které dne 4. dubna 1758 ve věku 40 let podlehl.

### Manželství a potomstvo
František Josef Libštejnský z Kolovrat byl ženatý s hraběnkou Marií Karolínou z Valdštejna-Wartenbergu. Z jejich dětí František Josefa II. (1747–1829) byl Císařský komorník, skutečný tajný rada, čestného bailliho, velkokřižníka řádu maltézských rytířů. 
Vnuk František Antonín hrabě Libštejnský z Kolovrat (1778–1861) , poslední z této linie, byl státním a konferenčním ministrem.